# Amolops loloensis
Amolops loloensis es una especie de anfibio anuro de la familia Ranidae.
Esta rana es endémica del oeste y sur de la provincia de Sichuan y del norte y centro de Yunnan (China). Habita arroyos de montaña en zonas de bosque y de pradera entre los 1300 y los 3700 metros de altitud.
Aunque es una especie común sus poblaciones han disminuido fuertemente en la última década sobre todo a causa de la destrucción y degradación de su hábitat natural, y a que es cazada para el consumo humano.